# Blackville (Carolina do Sul)
Blackville é uma cidade  localizada no estado norte-americano de Carolina do Sul, no Condado de Barnwell.

## Demografia
Segundo o censo norte-americano de 2000, a sua população era de 2973 habitantes. 
Em 2006, foi estimada uma população de 2898, um decréscimo de 75 (-2.5%).

## Geografia
De acordo com o United States Census Bureau tem uma área de 
24,0 km², dos quais 23,7 km² cobertos por terra e 0,3 km² cobertos por água. Blackville localiza-se a aproximadamente 97 m acima do nível do mar.

## Localidades na vizinhança
O diagrama seguinte representa as localidades num raio de 16 km ao redor de Blackville. 